# Luther Adler
Luther Adler, nato Lutha Adler (New York, 4 maggio 1903 – Kutztown, 8 dicembre 1984), è stato un attore e regista statunitense.

## Biografia
Luther Adler nacque a New York, uno dei sei figli di Jacob Pavlovich e Sara Adler, una coppia di attori ebrei nativi della Russia. Anche il fratello Jay raggiungerà una certa fama come attore, mentre la sorella Stella diventerà celebre come attrice ma soprattutto come insegnante di recitazione, legando il proprio nome all'Actor's Studio.
Adler fece il suo debutto a Broadway nel 1921 e apparve in numerose pièce prima di unirsi alla compagnia The Group Theatre nel 1931. Recitò con le maggiori stelle americane del palcoscenico, come Katharine Cornell in Alien Corn (1933), sua sorella Stella in Gold Eagle Guy (1934), Awake and Sing! (1935) e Paradise Lost (1935), Frances Farmer in Golden Boy (1937). All'inizio degli anni quaranta passò alla regia teatrale, anche se la sua prima direzione, They Should Have Stood in Bed, chiuse dopo poche repliche nel 1942. Ottenne invece un grande successo di pubblico e di critica con il dramma A Flag Is Born di Ben Hecht, che debuttò a Broadway nel settembre 1946 ed ebbe 120 repliche, contribuendo all'ascesa del giovane Marlon Brando, che ne fu cointerprete con il veterano Paul Muni.
Contemporaneamente alla carriera teatrale, Adler non trascurò il cinema, dove aveva debuttato nel 1937 con un piccolo ruolo nel film d'avventura La spia dei lancieri. La sua corporatura robusta e il suo volto dalla bocca piuttosto pronunciata lo destinarono essenzialmente a ruoli di carattere. Interpretò diversi film celebri come Gli amori di Carmen (1948), il melodramma Amaro destino (1949), il noir Due ore ancora (1950), nel ruolo del gangster Majak. Vestì in due diverse occasioni i panni di Adolf Hitler, in Rommel, la volpe del deserto (1951), accanto a James Mason, e in La grande vendetta (1951), in cui recitò da protagonista nel ruolo di Rudi Janus, un famoso attore tedesco specializzato in trasformismi, che si traveste da Hitler e ne prende il posto dopo averlo ucciso.
Adler fu anche versatile interprete televisivo, lavorando intensamente negli anni cinquanta in molte serie antologiche come General Electric Theater (1954-1955), Studio One (1954-1956), Robert Montgomery Presents (1955). Per il grande schermo apparve nel poliziesco L'impero dei gangster (1952), e nei melodrammi L'altalena di velluto rosso (1955),  La donna venduta (1956) e Addio dottor Abelman! (1959), ma i film da lui interpretati non resero sufficiente omaggio a quelle doti di attore affinate in tanti anni di esperienza teatrale.
Dagli anni sessanta le apparizioni televisive di Adler privilegiarono serie famose come Gli intoccabili (1960-1962), La città in controluce (1960-1962), Missione Impossibile (1970), Hawaii Squadra Cinque Zero (1972-1974), Le strade di San Francisco (1974). Sul fronte teatrale, nel 1965 recitò nella pièce Fiddler on the Roof, sostituendo il collega Zero Mostel che aveva abbandonato la produzione per dispute contrattuali. Nella seconda metà degli anni settanta apparve ancora in alcune pellicole come Il cobra nero (1976) e Il viaggio dei dannati (1976), ritirandosi definitivamente dalle scene dopo un'ultima apparizione in Diritto di cronaca (1981), in cui recitò accanto a Paul Newman e James Mason.

## Vita privata
Adler fu sposato in prime nozze con l'attrice Sylvia Sidney dal 1938 al 1946. Dal matrimonio, nel 1939 nacque il figlio Jacob (che morirà nel 1987 per il morbo di Gehrig).
Dopo il divorzio dalla Sidney, Adler si risposò con Julia Roche. Morì nel 1984, all'età di ottantun anni, nella cittadina di Kutztown (Pennsylvania).

## Filmografia

### Cinema
- La spia dei lancieri (Lancer Spy), regia di Gregory Ratoff (1937)
- Missione di morte (Cornered), regia di Edward Dmytryk (1945)
- Saigon, regia di Leslie Fenton (1948)
- Gli amori di Carmen (The Loves of Carmen), regia di Charles Vidor (1948)
- La strega rossa (Wake of the Red Witch), regia di Edward Ludwig (1948)
- Amaro destino (House of Strangers), regia di Joseph L. Mankiewicz (1949)
- La sua donna (Under My Skin), regia di Jean Negulesco (1950)
- Due ore ancora (D.O.A.), regia di Rudolph Maté (1950)
- Non ci sarà domani (Kiss Tomorrow Goodbye), regia di Gordon Douglas (1950)
- La peccatrice dei mari del Sud (South Sea Sinner), regia di H. Bruce Humberstone (1950)
- M, regia di Joseph Losey (1951)
- La grande vendetta (The Magic Face), regia di Frank Tuttle (1951)
- Rommel, la volpe del deserto (The Desert Fox: The Story of Rommel), regia di Henry Hathaway (1951)
- L'impero dei gangster (Hoodlum Empire), regia di Joseph Kane (1952)
- Il gigante del Texas (The Tall Texan), regia di Elmo Williams (1953)
- Asfalto rosso (The Miami Story), regia di Fred F. Sears (1954)
- I sanguinari (Crashout), regia di Lewis R. Foster (1955)
- L'altalena di velluto rosso (The Girl in the Red Velvet Swing), regia di Richard Fleischer (1955)
- La donna venduta (Hot Blood), regia di Nicholas Ray (1956)
- Addio dottor Abelman! (The Last Angry Man), regia di Daniel Mann (1959)
- The Three Sisters, regia di Paul Bogart (1966)
- Combattenti della notte (Cast a Giant Shadow), regia di Melville Shavelson (1966)
- La fratellanza (The Brotherhood), regia di Martin Ritt (1968)
- Crazy Joe, regia di Carlo Lizzani (1974)
- The Man in the Glass Booth, regia di Arthur Hiller (1975)
- La gemma indiana (Murph the Surf), regia di Marvin J. Chomsky (1975)
- Il cobra nero (Mean Johnny Barrows), regia di Fred Williamson (1976)
- Il viaggio dei dannati (Voyage of the Damned), regia di Stuart Rosenberg (1976)
- Diritto di cronaca (Absence of Malice), regia di Sydney Pollack (1981)

### Televisione
- Somerset Maugham TV Theatre – serie TV, 1 episodio (1951)
- Faith Baldwin Romance Theatre – serie TV, 1 episodio (1951)
- The Mask – serie TV, 1 episodio (1954)
- The Motorola Television Hour – serie TV, 1 episodio (1954)
- Center Stage – serie TV, 1 episodio (1954)
- Kraft Television Theatre – serie TV, 1 episodio (1955)
- General Electric Theater – serie TV, 2 episodi (1954-1955)
- Robert Montgomery Presents – serie TV, 1 episodio (1955)
- Crossroads – serie TV, episodio 1x03 (1955)
- Star Stage – serie TV, 1 episodio (1956)
- The United States Steel Hour – serie TV, 2 episodi (1954-1956)
- Studio One – serie TV, 2 episodi (1954-1956)
- Playhouse 90 – serie TV, 3 episodi (1958-1959)
- Play of the Week – serie TV, 1 episodio (1959)
- Westinghouse Desilu Playhouse – serie TV, episodio 2x11 (1960)
- Ai confini della realtà (The Twilight Zone) – serie TV, episodio 2x02 (1960)
- The Islanders – serie TV, 1 episodio (1961)
- The DuPont Show of the Month – serie TV, 1 episodio (1961)
- Straightaway – serie TV, 1 episodio (1961)
- Gli intoccabili (The Untouchables) – serie TV, 3 episodi (1960-1962)
- Corruptors (Target: The Corruptors) – serie TV, episodi 1x11-1x22 (1961-1962)
- Route 66 – serie TV, 1 episodio (1962)
- La città in controluce (Naked City) – serie TV, 4 episodi (1960-1962)
- Ben Casey – serie TV, 2 episodi (1961-1963)
- Indirizzo permanente (77 Sunset Strip) – serie TV, 3 episodi (1963)
- The Sunshine Patriot, regia di Joseph Sargent – film TV (1968)
- Missione impossibile (Mission: Impossible) – serie TV, 1 episodio (1970)
- Reporter alla ribalta (The Name of the Game) – serie TV, 1 episodio (1970)
- The Psychiatrist – serie TV, 2 episodi (1970-1971)
- Search – serie TV, 1 episodio (1973)
- Hec Ramsey – serie TV, 1 episodio (1973)
- Chelsea D.H.O., regia di John Trent – film TV (1973)
- Hawaii Squadra Cinque Zero (Hawaii Five-O) – serie TV, 4 episodi (1972-1974)
- Le strade di San Francisco (The Streets of San Francisco) – serie TV, 1 episodio (1974)
- Paradise, regia di Bill Foster e Charles Grodin – film TV (1974)

## Doppiatori italiani
- Carlo Romano in Gli amori di Carmen
- Luigi Pavese in Rommel, la volpe del deserto
- Emilio Cigoli in Saigon, Il gigante del Texas
- Renato Turi in L'altalena di velluto rosso
- Giorgio Capecchi in La donna venduta, Ai confini della realtà